# فصيلة (تصنيف)
في علم الأحياء، الفَصيلة (أحيانا تسمى عائلة، وقد نهى عن ذلك الشهابي) (باللاتينية: familia) هي مرتبة تصنيفية في علم التصنيف، وتشمل عدداً من أجناس الكائنات الحية ذات الأصل المشترك، وتُجمَع عدة فصائل في رتبة. تقع تحت مرتبة الرتبة وفوق الجنس.
ما ينتمي إلى الفصيلة - أو إذا كان يجب التعرف على فصيلة موصوفة على الإطلاق - يتم اقتراحه وتحديده من قبل خبراء التصنيف الممارسين. لا توجد قواعد صارمة لوصف أو التعرف على الأسرة. غالبًا ما يتخذ علماء التصنيف مواقف مختلفة حول الأوصاف، وقد لا يكون هناك إجماع واسع عبر المجتمع العلمي لبعض الوقت. غالبًا ما يمكّن نشر البيانات والآراء الجديدة من إجراء تعديلات وتوافق في الآراء.